# Nicotinamide-adenine-dinucleotidefosfaat
Nicotinamide-adenine-dinucleotidefosfaat (NADP) is een co-enzym dat een rol speelt in diverse assimilatiereacties, zoals de Calvincyclus en de biosynthese van lipiden en nucleïnezuren. Het is een elektronendrager, betrokken bij veel biochemische redoxreacties, en komt voor in de cellen van alle bekende organismen. Het molecuul bestaat uit twee nucleotiden, onderling verbonden via de fosfaatgroepen, waarvan de ene nucleotide de nucleobase adenine draagt en de ander nicotinamide. NADP kan in twee vormen voorkomen, in geoxideerde vorm (elektronenarm) en gereduceerde vorm (elektronenrijk), respectievelijk afgekort tot NADP+ en NADPH.
NADP is voornamelijk bekend door zijn rol in de fotosynthese. In de laatste stap van de lichtreacties, de licht-afhankelijke reactieketen van de fotosynthese, wordt NADPH gevormd uit NADP+. Bij planten en cyanobacteriën zijn de elektronen die voor deze omzetting nodig zijn afkomstig uit water. Het gevormde NADPH is een sterk reducerend vermogen, en wordt in de Calvincyclus gebruikt om koolstofdioxide te assimileren en om te zetten in glucose.
NADP wordt gevormd uit het sterk gelijkende NAD, door koppeling van een extra fosfaatgroep aan de ribose-ring van de nucleotide die adenine draagt. Het enzym dat deze koppeling katalyseert heet NAD+-kinase. De fosfaatgroep kan verwijderd worden door NADP+-fosfatase.

## Synthese
NADP+ wordt gevormd uit het in structuur en functie sterk overeenkomende NAD. NAD wordt in cellen gesynthetiseerd uit aminozuren (de novo) of uit verbindingen met een voorgevormde pyridine-ring via een salvage-pathway (zoals het uit voeding beschikbare nicotinezuur en andere vitamine B3-derivaten). NAD+-kinase voegt een fosfaatgroep toe aan de ribose op de 2'-positie. Sommige NAD+-kinasen, met name zij die voorkomen in mitochondriën, kunnen ook NADH direct in NADPH omzetten. De syntheseroute van NADP in prokaryoten is nog niet geheel ontrafeld, maar men vermoedt dat het proces op een vergelijkbare manier verloopt.

### Vorming van NADPH
Het enzym ferredoxine—NADP+-reductase is een belangrijke omzetter van NADP+ in NADPH. Het enzym komt voor in planten en cyanobacteriën en katalyseert de laatste stap van de lichtreacties binnen de fotosynthese. Het in de lichtreacties gevormde NADPH levert de Calvincyclus waterstof en wordt gebruikt om glucose te vormen uit abiotische componenten. NADP+ is ook werkzaam als elektronenacceptor in andere stofwisselingsroutes. Zo is het nodig voor de reductie van nitraat tot ammoniak; een proces dat plaatsvindt tijdens stikstofassimilatie en productie van vetzuren.
Er bestaan nog andere, minder bekende mechanismen waarin NADPH wordt gesynthetiseerd. Deze mechanismen vinden alleen plaats in de aanwezigheid van mitochondriën, en komen dus alleen voor in eukaryoten. De belangrijkste enzymen in deze  koolstofmetabolisme-gerelateerde processen zijn de NADP-bindende isovormen van iso-citroenzuurdehydrogenase (IDH) en glutamaatdehydrogenase.

## Functies
Zoals hierboven beschreven heeft NADPH een sterk reducerend vermogen voor diverse biosynthesereacties, maar het wordt ook gebruikt in andere cellulaire processen zoals bescherming tegen reactieve zuurstofcomponenten (ROS) door vorming van glutathion. Het onder controle houden van ROS wordt door sommige cellen (die immuun zijn tegen ROS) gebruikt om pathogenen met zuurstofradicalen aan te vallen. Naast de fotosynthese is NADP betrokken bij de vorming van cholesterol en de elongatie van vetzuurketens.

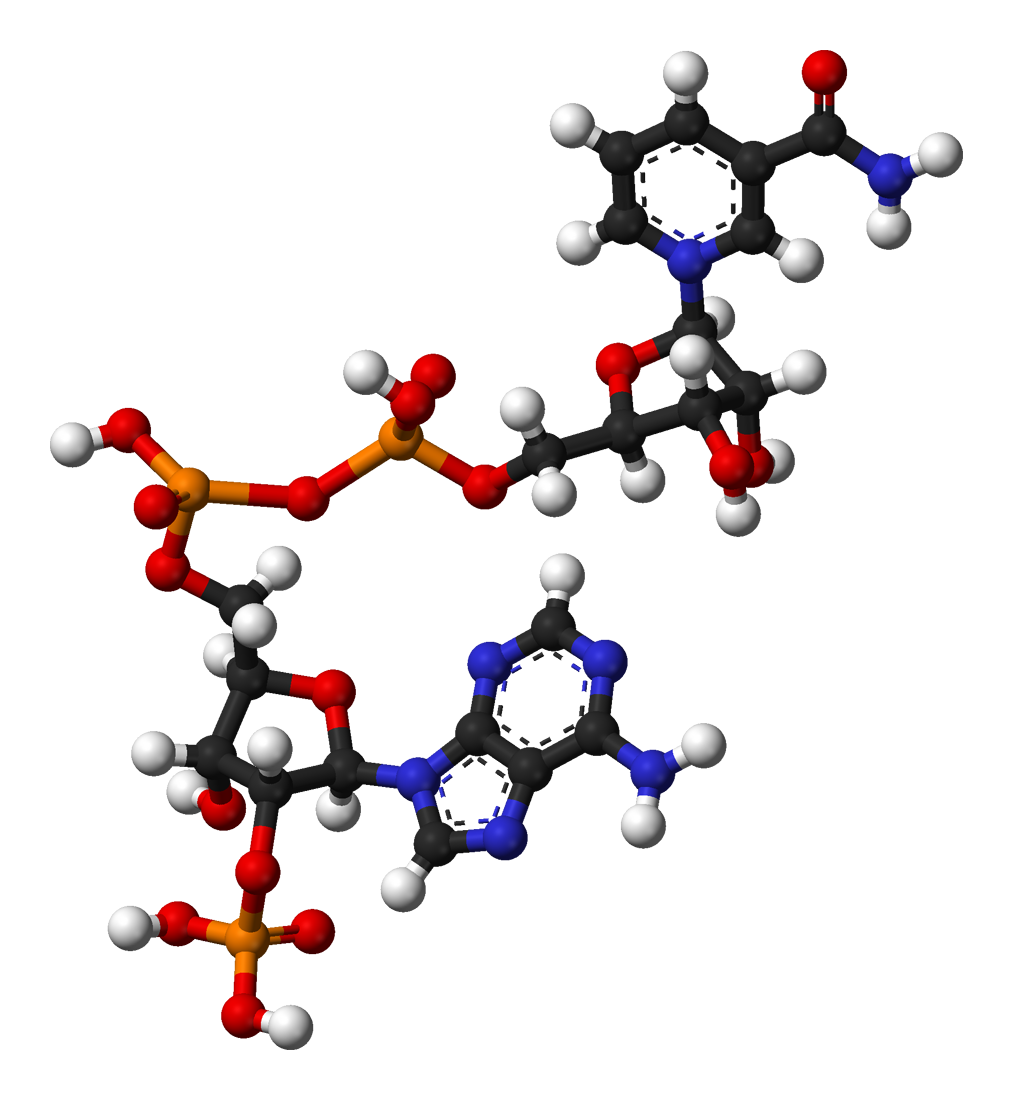
NADP+
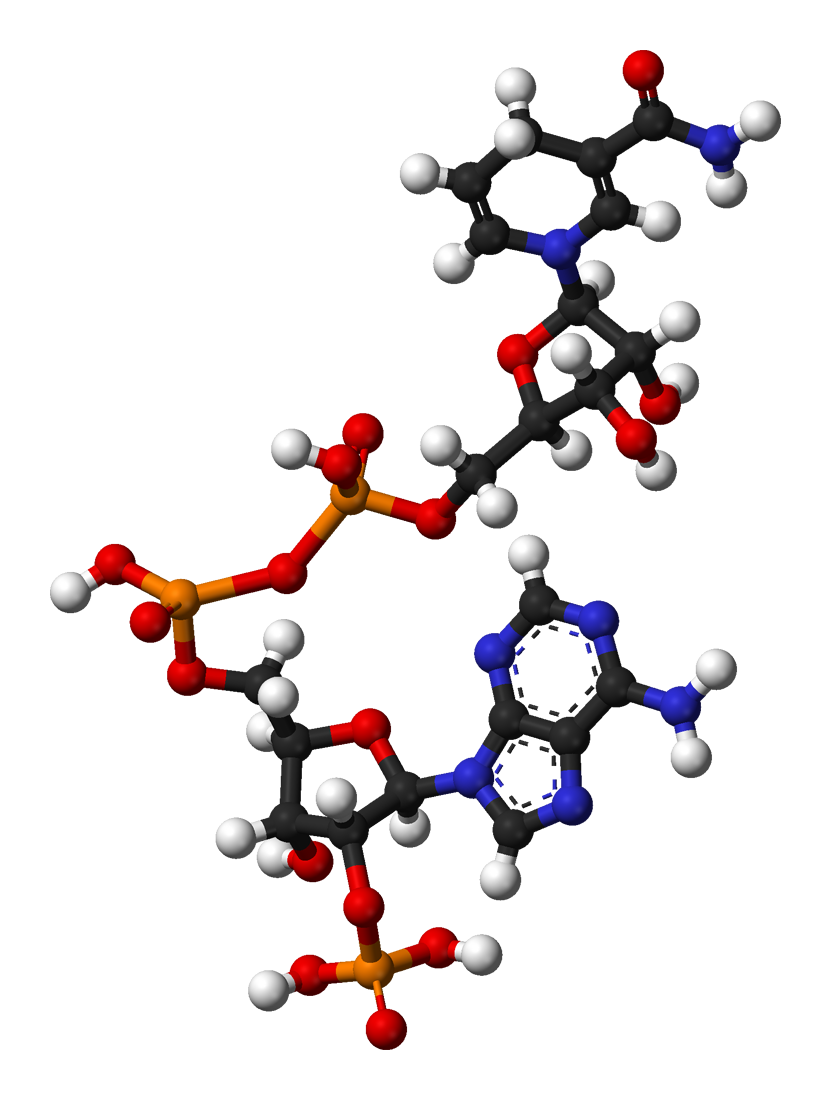
NADPH

NAD wordt gebruikt als reducerend én als oxiderend vermogen: hierdoor moet er een relatief hoge NAD+/NADH-ratio in cellen worden gehandhaafd. NADP wordt daarentegen vrijwel uitsluitend als reducerend vermogen gebruikt, namelijk bij anabolische processen zoals vetzuursynthese en fotosynthese. De verhouding NADP+/NADPH in cellen wordt hiervoor relatief laag gehouden. Dankzij het lage standaardelektrodepotentiaal (minder dan –0,37 V), reageert het NADPH voornamelijk als elektronendonor.